# Chin Tsi-ang
Chin Tsi-ang (錢似鶯, 22 février 1909 - 15 octobre 2007), aussi appelée Qian Siying, est l'une des premières actrices de films d'arts martiaux et l'une des premières vedettes féminines de ce genre cinématographique. Sa carrière s'étale de 1925 à 2000.

## Biographie
Originaire de Shanghai, Chin est élevée comme un garçon par ses parents sur les conseils d'une diseuse de bonne aventure pour soi-disant éviter une mort prématurée. Elle est ainsi autorisée à se livrer à des activités habituellement réservées aux hommes, bien que parfois déguisée en homme. Elle commence sa formation en arts martiaux à l'âge de huit ans, ce qui lui permettra plus tard de réaliser toutes ses cascades. Lorsqu'un ami suggère à son père que sa fille, belle et athlétique, serait parfaite pour jouer un rôle dans un film, celui-ci est d'abord inquiet, ayant une faible opinion des acteurs, mais est finalement convaincu que sa fille pourrait être essentielle au succès du nouveau studio Langhua. Elle commence ainsi sa carrière d'actrice en 1925 à l'âge de 16 ans dans la première production du studio, un film d'arts martiaux intitulé South China Dream (plus tard renommé Dreams of Women). Sorti en deux parties, 20 bobines au total, ses recettes sont suffisantes pour permettre au studio de réaliser deux autres films d'action dans lesquels Chin Tsi-ang joue à nouveau des rôles secondaires importants.
Les rôles secondaires de Chin dans les trois premiers films de la Langhua lancent ce qui deviendra une longue carrière cinématographique. En 1928, elle rejoint le studio Fudan avec lequel elle tient le rôle principal féminin de The Swallow Heroine, après quoi elle joue dans trois autres films de la Fudan l'année suivante. En 1930, elle monte d'un niveau à la Great Wall Film Company (en), apparaissant dans Southern Heroine de Yang Xiaozhong, aux côtés de Zhang Zhizhi dans le rôle d'antagoniste. La prestation de Chin dans un nouveau film impressionne le public alors que les studios de Shanghai découvrent le potentiel du marché de la communauté chinoise d'Asie du Sud-Est. La popularité croissante de Chin parmi cette diaspora amène un nombre croissant de propriétaires de salles de cinéma de Shanghai à acheter des copies de ses films, quel qu'en soit le prix. Elle réalise ensuite neuf autres films d'action pour la Great Wall et d'autres studios, et puisque certains d'entre eux sont à multiples partenaires[pas clair][Quoi ?], leur nombre total est environ deux fois plus élevé. Le dernier de ceux-ci sort en 1931, date à laquelle la popularité des films d'arts martiaux se calme et Chin se lance dans d'autres genres, dont les films sonores.
Elle épouse le réalisateur Hung Chung-ho avec qui elle a sept enfants (l'un de ses petits-enfants est Sammo Hung), et étant devenu une vedette à Shanghai, ils déménagent à Hong Kong, où ils fondent la société cinématographique Sanxin, spécialisée dans les films wuxia et qui produit le premier film sur Fong Sai-yuk (en) en 1938. La société poursuit ses activités jusqu'en 1963, lorsque le gouvernement de Hong Kong réquisitionne ses propriétés. Le mari de Chin décède peu de temps après, après quoi elle ressent le besoin de reprendre la production de films, mais lorsque la question de son âge (elle a maintenant 53 ans) est soulevée, elle répond qu'elle désire juste refaire des films et qu'elle serait heureuse d'assumer de petits rôles, voire de figurante. Elle se spécialise dans l'interprétation de femmes de son âge, jouant souvent la mère ou la grand-mère d'un personnage principal. Au cours de cette deuxième période de sa carrière, elle apparaît dans plus de 180 films en cinq décennies. À 90 ans, elle joue ainsi dans In the Mood for Love (2000) de Wong Kar-wai.
Elle meurt à Hong Kong le 15 octobre 2007.

## Filmographie partielle

### Shanghai
- 1925 : Dreams of Women, Parties 1 & 2 (appelé initialement South China Dream)
- 1928 : The Swallow Heroine
- 1929 : Attack on Golden Snake Mountain
- 1929 : This House is Only for Maidens, Parties 1 & 3
- 1929 : Burning of Seven Star Mansion, Partie 1
- 1929 : Three Gates Street
- 1930 : Judicious Monks
- 1930 : Burning of Seven Star Mansion, Parties 3 & 5
- 1930 : Southern Heroine
- 1930 : The Yangtze River
- 1930 : Evil on Golden Island
- 1930 : In Troubled Times
- 1930 : Hero on Horseback
- 1930 : New Yu Tangchun
- 1931 : Legend of the Golden Tower, Parties 1 & 2
- 1931 : Male and Female Swords
- 1931 : Red Butterfly, Partie 3
- 1933 : Deep Sorrows
- 1933 : Two Orphan Girls
- 1933 : Scenes of Shanghai
- 1933 : Alladin
- 1933 : Bloody Road
- 1934 : Bloodstained Peach Blossom
- 1934 : New Road
- 1934 : Mr. Goodwill

### Hong Kong
- 1941 : Eight Heroines
- 1948 : God of the Animal Kingdom
- 1991 : Easy Money
- 2000 : In the Mood for Love